# Jurij Mjeń
Jurij Mjeń (také poněmčele Möhn, 14. května 1727 – 22. srpna 1785) byl hornolužický spisovatel, básník a protestantský kazatel.
V Lipsku vystudoval evanglickou teologii, od roku 1750 byl jáhnem v lužické vsi Njeswačidło, kde působil až do smrti, od r. 1760 jako farář. Byl proslulým kazatelem a svá kázání v lužické srbštině vydal v několika sbírkách, vydával také modlitby a překlady z německých teologických spisů. Z modliteb a kázání se patrně také dostal k poezii. Byl vůbec prvním, kdo se v lužické srbštině pokusil o umělou poezii. Jeho jazyk je velmi čistý a krásný, z jeho básnického díla se ale pouze dochovalo pouze několik přeložených úryvků z Klopstockova eposu Mesiáš a chvála lužické srbštiny po vzoru českých obrozenců, psaná v hexametrech. Knižní vydání těchto skladem z roku 1806 je první básnickou knihou v lužické srbštině.